# Metre quadrat

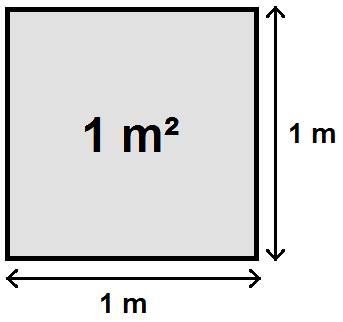
Un quadrat amb una àrea d'un metre quadrat

Un metre quadrat és la unitat d'àrea en el Sistema Internacional d'Unitats que es representa amb el símbol m². Es defineix com l'àrea continguda en un quadrat els costats del qual mesuren un metre de longitud.
El metre quadrat és una unitat derivada a partir del metre, que al seu torn es defineix com la longitud recorreguda per la llum en el buit en 1/299.792.458 segons.
Com per a la resta d'unitats del SI, no es permet la utilització d'abreviatures, com podria ser m quad.

## Equivalències

### En el sistema internacional
| Multiplicació | Nom                           | Símbol | Multiplicació | Nom                       | Símbol |
| ------------- | ----------------------------- | ------ | ------------- | ------------------------- | ------ |
| 100           | metre quadrat (centiàrea)     | m2     | 100           | metre quadrat (centiàrea) | m2     |
| 102           | decàmetre quadrat (àrea)      | dam2   | 10−2          | decímetre quadrat         | dm2    |
| 104           | hectòmetre quadrat (hectàrea) | hm2    | 10−4          | centímetre quadrat        | cm2    |
| 106           | quilòmetre quadrat            | km2    | 10−6          | mil·límetre quadrat       | mm2    |
| 1012          | megàmetre quadrat             | Mm2    | 10−12         | micròmetre quadrat        | μm2    |
| 1018          | gigàmetre quadrat             | Gm2    | 10−18         | nanòmetre quadrat         | nm2    |
| 1024          | teràmetre quadrat             | Tm2    | 10−24         | picòmetre quadrat         | pm2    |
| 1030          | pentàmetre quadrat            | Pm2    | 10−30         | femtòmetre quadrat        | fm2    |
| 1036          | exàmetre quadrat              | Em2    | 10−36         | attòmetre quadrat         | am2    |
| 1042          | zetàmetre quadrat             | Zm2    | 10−42         | zeptòmetre quadrat        | zm2    |
| 1048          | iotàmetre quadrat             | Ym2    | 10−48         | yoctòmetre quadrat        | ym2    |

El mil·límetre quadrat és la superfície que ocupa un quadrat d'un mil·límetre de costat. Equival a una milionèsima part d'un metre quadrat.
 1 mm  2   = 10  -2  cm  2  = 10  -4  dm  2  = 10  -6  m  2 
1 m  2  = 10  6  mm  2  =  1.000.000 mm  2  

### En altres unitats
Un metre quadrat equival a:
- 0,000001 quilòmetres quadrats (km²)
- 10.000 centímetres quadrats (cm²)
- 0,0001 hectàrees
- 0,000247105381 acres
- 1,195990 iardes quadrades
- 10,763911 peus quadrats
- 1.550,0031 polzades quadrades

### En caràcters unicode
Unicode té diversos caràcters utilitzats per representar unitats d'àrea mètrica, però aquests són per a la compatibilitat amb les codificacions de caràcters de l'Àsia oriental i no estan pensats per a ser utilitzats en documents nous
- U+33A1 ㎡ square m squared
- U+33A2 ㎢ square km squared
- U+3378 ㍸ square dm squared
- U+33A0 ㎠ square cm squared
- U+339F ㎟ square mm squared

### Altres magnituds de referència
| Factor (m²) | Multiplicador                                         | Valor                                                                                  | Element |
| ----------- | ----------------------------------------------------- | -------------------------------------------------------------------------------------- | --- |
| 100         | 1 metre quadrat                                       | 1 m²                                                                                   | Un full de paper de mida A0 (841 × 1189 mm)                                                                                                   |
| 100         | 1 metre quadrat                                       | 1.73 m²                                                                                | Número sovint utilitzat com a superfície mitjana d'un cos humà.                                                                               |
| 100         | 1 metre quadrat                                       | 1–4 m²                                                                                 | Superfície de la part superior d'un escriptori d'oficina.                                                                                     |
| 101         |                                                       | 10–20 m²                                                                               | Espai d'estacionament d'un vehicle |
| 101         | 70 m²                                                 | Superfície aproximada d'un pulmó humà                                                  | |
| 102         | 1 decàmetre quadrat (dam²)                            | 100 m²                                                                                 | Una hectàrea (a) |
| 102         | 1 decàmetre quadrat (dam²)                            | 162 m²                                                                                 | Mida d'una pista de voleibol (18 × 9 metros)                                                                                                  |
| 102         | 1 decàmetre quadrat (dam²)                            | 202 m²                                                                                 | Superfície d'una casa mitjana de tres habitacions en un barri dels EUA el 2010. 2,169 sq ft (201.5 m2)                                        |
| 102         | 1 decàmetre quadrat (dam²)                            | 261 m²                                                                                 | Mida d'una pista de tennis |
| 102         | 1 decàmetre quadrat (dam²)                            | 437 m²                                                                                 | Mida de la cistella de bàsquet NBA/WNBA/NCAA                                                                                                  |
| 103         | 1 quilòmetre quadrat (km²)                            | 1,000 m²                                                                               | Àrea de la moderna stremma, unitat de mesura de superfície grega, o dunam, unitat de mesura en alguns països de l'Orient Mitjà i els Balcans. |
| 103         | 1 quilòmetre quadrat (km²)                            | 1,250 m²                                                                               | La superficie d'aigua de la piscina tolímpica                                                                                                 |
| 103         | 1 quilòmetre quadrat (km²)                            | 4,047 m²                                                                               | 1 hectàrea |
| 103         | 1 quilòmetre quadrat (km²)                            | 5,400 m²                                                                               | Mida d'un camp de futbol americà |
| 103         | 1 quilòmetre quadrat (km²)                            | 7,140 m²                                                                               | Mida d'un camp de futbol |
| 104         | 1 hectòmetre quadrat (hm²)                            | 10,000 m²                                                                              | 1 hectàrea (ha) |
| 104         | 1 hectòmetre quadrat (hm²)                            | 17,000 m²                                                                              | Àrea aproximada del camp de críquet (límits teòrics: 6.402 m² a 21.273 m²)                                                                    |
| 104         | 1 hectòmetre quadrat (hm²)                            | 22,100 m²                                                                              | Una illa de cases de Manhattan. |
| 104         | 1 hectòmetre quadrat (hm²)                            | 53,000 m²                                                                              | Base de la Gran Piràmide de Quèops |
| 105         |                                                       | 195,000 m²                                                                             | Jardí Botànic Nacional Irlandès |
| 105         | 490,000 m²                                            | Ciutat del Vaticà                                                                      | |
| 105         | 600,000 m²                                            | Edifici del Pentàgon                                                                   | |
| 105         | 887,800 m²                                            | Edifici de muntatge principal de AvtoVAZ, Tolyatti, Rússia (edifici més gran per àrea) | |
| 106         | 1 mega metre quadrat (Mm²) 1 quilòmetre quadrat (km²) | 1.76 km²                                                                               | New Century Global Center, Chengdu, Xina (edifici més gran per superfície total)                                                              |
| 106         | 1 mega metre quadrat (Mm²) 1 quilòmetre quadrat (km²) | 2 km²                                                                                  | Móònaco (192.º país més gran) |
| 106         | 1 mega metre quadrat (Mm²) 1 quilòmetre quadrat (km²) | 2.59 km²                                                                               | 1 milla cuadrada |
| 106         | 1 mega metre quadrat (Mm²) 1 quilòmetre quadrat (km²) | 2.9 km²                                                                                | Ciutat de Londres (no tota la Londres moderna)                                                                                                |
| 107         |                                                       | 59.5 km²                                                                               | Illa de Manhattan (comptat) |
| 107         | 61 km²                                                | San Marino                                                                             | |